# Ernest Huber
Ne doit pas être confondu avec Ernst Huber.
Pour les articles homonymes, voir Huber.
Ernest Huber, né le 12 janvier 1910 à Haguenau (Alsace-Lorraine) et mort le 12 janvier 2006 à Strasbourg, est un illustrateur et graveur français.

## Biographie
Auteur d'illustrations anatomiques et graveur d'ex-libris, Ernest Huber est nommé illustrateur et dessinateur à la Faculté de médecine de Strasbourg en 1935. Il illustre ainsi les nombreux ouvrages scientifiques de ses « grands patrons » dont il devient le collaborateur.

## Expositions
Le musée de l'image populaire de Pfaffenhoffen lui a consacré deux expositions, l'une en 1981, l'autre en 2010.